# Constante de Lebesgue (séries de Fourier)
Ne pas confondre avec les constantes de Lebesgue en interpolation polynomiale
Dans l'étude des séries de Fourier, les constantes de Lebesgue permettent de quantifier la qualité de l'approximation.

## Définition
On se place, sans perte de généralité, sur l'intervalle [–π, π]. On considère une fonction f intégrable sur cet intervalle, et la somme partielle d'ordre n de sa série de Fourier :
{\displaystyle S_{n}(f,x)={\frac {1}{2\pi }}\int _{-\pi }^{\pi }f(t)D_{n}(x-t)~{\rm {d}}t,\quad {\text{avec}}\quad D_{n}(t)={\frac {\sin(2n+1){\frac {t}{2}}}{\sin {\frac {t}{2}}}}} (noyau de Dirichlet).
Si, pour tout t réel, |f(t)| ≤ 1, alors :
{\displaystyle |S_{n}(f,x)|\leqslant {\frac {1}{\pi }}\int _{0}^{\pi }|D_{n}(t)|\,\mathrm {d} t=:\mathrm {L} _{n}}.
C'est cette valeur Ln qui est appelée la n-ième constante de Lebesgue. Elle est optimale, même en se restreignant aux fonctions f continues.
Léopold Fejér en a trouvé une autre expression :
{\displaystyle \mathrm {L} _{n}={\frac {1}{2n+1}}+{\frac {2}{\pi }}\sum _{m=1}^{n}{\frac {1}{m}}\tan {\frac {m\pi }{2n+1}}}.

## Estimations
Les trois premières valeurs des constantes de Lebesgue sont :
- {\displaystyle \mathrm {L} _{0}=1} ;
- {\displaystyle \mathrm {L} _{1}={\frac {1}{3}}+{\frac {2{\sqrt {3}}}{\pi }}\approx 1{,}435991} (suite A226654 de l'OEIS) ;
- {\displaystyle \mathrm {L} _{2}={\frac {1}{5}}+{\frac {\sqrt {25-2{\sqrt {5}}}}{\pi }}\approx 1{,}642188} ( A226655).

On sait que :
{\displaystyle \mathrm {L} _{n}={\frac {4}{\pi ^{2}}}\ln(2n+1)+c+o(1)} avec
{\displaystyle c={\frac {4}{\pi ^{2}}}\!\left(\sum _{k=1}^{\infty }{\frac {2\ln k}{4k^{2}-1}}-{\frac {\Gamma '(1/2)}{\Gamma (1/2)}}\right)\approx 0{,}989433} ( A243277), où Γ est la fonction gamma.